# Sporting Club Foggia 1924-1925
Questa pagina raccoglie i dati riguardanti lo Sporting Club Foggia nelle competizioni ufficiali della stagione 1924-1925.

## Stagione
Il Foggia nel 1924-1925 partecipò al campionato di Seconda Divisione e, classificandosi al primo posto dopo lo spareggio col Lecce, venne promosso in Prima Divisione.

## Rosa
| N. |                   | Ruolo | Calciatore          |
| -- | ----------------- | ----- | ------------------- |
|    | Italia (bandiera) | P     | Renato Sarti        |
|    | Italia (bandiera) | P     | Raffaele Ferraretti |
|    | Italia (bandiera) | P     | Turchiarelli        |
|    | Italia (bandiera) | D     | Mario Casale        |
|    | Italia (bandiera) | D     | Guido De Biase      |
|    | Italia (bandiera) | D     | Armando Formillo    |
|    | Italia (bandiera) | C     | Alessandro Sarti    |
|    | Italia (bandiera) | C     | Francesco De Stasio |
|    | Italia (bandiera) | C     | Giuseppe Comei      |

| N. |                   | Ruolo | Calciatore         |
| -- | ----------------- | ----- | ------------------ |
|    | Italia (bandiera) | C     | Antonio Occhionero |
|    | Italia (bandiera) | C     | Alfredo Cicolella  |
|    | Italia (bandiera) | C     | Giulio Cifarelli   |
|    | Italia (bandiera) | C     | Michele Pompilio   |
|    | Italia (bandiera) | C     | Aurelio Giuliani   |
|    | Italia (bandiera) | C     | Mario Maccione     |
|    | Italia (bandiera) | A     | Michele Somestre   |
|    | Italia (bandiera) | A     | Antonio Taronna    |
|    | Italia (bandiera) | A     | Minerdo            |

## Risultati

### Campionato di Seconda Divisione
Il campionato pugliese di seconda divisione ha avuto come iscritte solo il Foggia ed il Lecce.
| Arbitro: | Ricci (Taranto) |

|                                   |           |  |
| Pompilio Taronna Somestre Taronna | Marcatori |  |

| Arbitro: | Campanella (Taranto) |

|                            |           |              |
| Locatelli 38’, Colucci 85’ | Marcatori | 15’ Somestre |

#### Spareggio
| Arbitro: | Magurano (Taranto) |

|                     |           |  |
| Comei ?’ (rig.), ?’ | Marcatori |  |